# Михайло Юрків
Юрків Михайло (28 серпня 1877 — 21 травня 1914) — український есперантист, поліглот, філософ, учитель; автор першого українського підручника есперанто (1907 рік).

## Діяльність
За часу окупації України Австро-Угорською та Російською імперіями Михайло був одним з перших українців які зрозуміли необхідність розв'язання мовної проблеми в міжнаціональному спілкуванні й побачили в есперанто засіб її вирішення. На сторінках есперантських видань відстоював право українців на самоутвердження, перекладав літературні твори українських класиків. По собі залишив чималу освітню та наукову спадщину.
Видання Юрківа «Підручник міжнародного язика есперанто» в час мовної дискусійної полеміки відіграло важливу роль своєрідного «містка» між місцевим діалектом та його трансформацією в літературно-мовному вираженні. Українська мова у книзі М. Юрківа — це мова Івана Франка, Франца Коковського, Андрія Чайковського, Василя Стефаника та інших українських діячів початку XX століття. Ігор Галайчук, доктор медичних наук, професор, завідувач кафедри Тернопільського державного медуніверситету ім. Івана Горбачевського, каже:
|  | Ця книга на початку ХХ століття у час українського мовного нігілізму безпосередньо й опосередковано сприяла утвердженню української мови, як самостійної мови великої нації, що в силу історичних причин не мала власної держави й перебувала під владою кількох здоланників |

Монографію «З царства духу», що присвячена філософській течії монізму, написав чотирма мовами: українською, німецькою, есперанто, польською, ще використовував цитати латиною, церковно-слов'янською, старогрецькою.

## Біографія
Народився в Жидачівському повіті на Львівщині, свідоме життя провів у Тернополі, де завжди послуговувався гаслом: «Для знань ніколи не потрібно шкодувати ні сил, ні часу, ні грошей».
Молодий Михайло Юрків був активним членом Міщанського братства — культурного осередку Тернополя, відкритого у 1905 році.
Помер 21 травня 1914 року у віці 37 років від туберкульозу. Похований у Тернополі, місце перебування могили донині достеменно не відомо.

## Вшанування пам'яті
В есперантських колах про Юрківа заговорили на початку 1980-х років, саме тоді відродився у Тернополі осередок есперантистів на чолі з Леоном Зімельсом (1911—1985 рр.). Есперантисти Тернопіля відшукали підручник Михайла. На початку дев'яностих Віктор Паюк познайомився з донькою Юрківа Дарією-Євою Юрків (Одарка), що проживала в Миколаїві Львівської області, яка зберегла безцінний матеріал про життя й діяльність батька.
Дарія-Єва передала Вікторові Паюку оригінальні батькові речі. За радянських часів вона дуже боялася, аби їх не конфіскували працівники КДБ, тому старанно переховувала. Вже з відновленням незалежності України Дарії-Єві захотілося, аби безцінні предмети, нарешті, побачила громадськість. Тож із сховку витягла передовсім рукописну монографію «З царства духу».
Окрім рукопису «З царства духу», донька Юрківа передала Вікторові Паюку також батьків юнацький щоденник, світлини, інші його приватні речі. Не забула й про найперший примірник «Ukraina Stelo» — есперантського видання для українців, який у Коломиї редагував впродовж 1913—1922 років Орест Кузьма.
1995 року з нагоди 10-ї Міжнародної медичної есперанто-конференції у Тернополі було створено оригінальний барельєф М. Юрківа, де є: книга, земна куля, Шевченків «Заповіт». Барельєф М. Юрківа (скульптор — Іван Сонсядло) встановлено на фасаді філармонії (колишній будинок Міщанського братства). Цей барельєф внесений до світового переліку Заменгофо-есперантських об'єктів.
У Тернополі, в 2007 пройшла науково-практична конференція "Есперанто в XXI столітті: стан і перспективи розвитку. До 100-річчя книги Михайла Юрківа «Підручник міжнародного язика есперанто». Організатори: Тернопільський міський клуб есперантистів «Терноцвіт», благодійний фонд ім. В. Єрошенка «ESPERO» (Київ) та Українська Есперанто Асоціація.